# Метаболические заболевания
Метаболи́ческие заболева́ния — общее название группы заболеваний, связанных с нарушением нормального протекания обмена веществ (метаболизма) (нормальный обмен веществ обусловлен гармоничным сочетанием процессов катаболизма и анаболизма). Причинами метаболических заболеваний могут быть наследственные нарушения обмена веществ, заболевания эндокринных органов, или иные нарушения в работе метаболически важных органов (например, печени), чаще всего вследствие отсутствия определённых ферментов, или их недостаточности.

## Врождённые метаболические заболевания
В настоящее время к заболеваниям, имеющим характер врождённых нарушений метаболизма, относят ожирение, подагру, запоры, сахарный диабет, гиперлипопротеинемия и многие другие. Оказалось, что для всё большего и большего количества давно известных болезней можно определить те или иные предрасположенности, скрытые в генетическом полиморфизме человечества.

## Информационные ресурсы

### Для специалистов
Каталог OMIM предоставляет информацию о заболеваниях и связанных генах.

### Для пациентов
Для пациентов, их семей и других лиц, ищущих достоверную информацию или группы поддержки, существует ряд специализированных организаций и сайтов.